# 水星凌日 (火星)
水星凌日是水星運行到太陽和火星之間時，看見水星橫越過太陽前方的一種罕見天文現象。當水星從火星和太陽之間穿越時，從火星上可以看到一個黑色的小圓盤從太陽表面劃過。
火星上的水星凌日比地球上的水星凌日更為罕見，要數十年才發生一次。
迄今尚無人從火星上看見水星凌日，但未來殖民火星的人類可以觀測到。
火星漫遊車精神號和机遇號在2005年1月12日 (從14:45 UTC至23:05 UTC) 可能已經觀測到水星凌日的現象，但是提供的影像解析力不足。它們可能也從火星上觀測到視直徑有2'的火衛二凌日，火衛二2'的視直徑比視直徑只有6.1"的水星大了20倍。噴射推進實驗室推算的天體曆 JPL Horizons （页面存档备份，存于）指出，机遇號可以從凌的開始一直觀測到所在地的日落，大約是19:23 UTC；而精神號可以從所在地的日出，大約是19:38 UTC，一直觀測到凌的結束。2014年6月3日，好奇號观测到了水星凌日，这是首次从地球以外的天体观测到行星凌日。
運用公式 1/(1/P-1/Q) ，可以算出火星與水星的會合週期是100.888天，式中水星的軌道週期 (P) 是87.969日，火星的軌道週期 (Q) 是686.98日。
水星的軌道面相對於火星的軌道面傾斜5.16°，比相對於地球軌道面 (黃道)的傾角7.00°還要小。

## 21世紀可見的水星凌日表
| 2001-2100年的水星凌日 (火星) | 2001-2100年的水星凌日 (火星) | 2001-2100年的水星凌日 (火星) |
| ---------------------------- | ---------------------------- | ---------------------------- |
| 2003年12月18日               | 2044年7月13日                | 2084年1月12日                |
| 2005年1月12日                | 2045年5月24日                | 2084年11月22日               |
| 2005年11月23日               | 2052年11月8日                | 2092年5月9日                 |
| 2013年5月10日                | 2053年12月3日                | 2093年6月3日                 |
| 2014年6月4日                 | 2054年10月14日               | 2094年4月14日                |
| 2015年4月15日                | 2063年4月25日                |                              |
| 2023年10月25日               | 2064年3月6日                 |                              |
| 2024年9月5日                 | 2073年7月27日                |                              |
| 2034年1月26日                | 2074年8月22日                |                              |
| 2035年2月21日                | 2082年12月7日                |                              |

## 同時發生的凌日
水星凌日和金星凌日同時發生是非常罕見的，但還是比地球頻繁，接下來發生的年度是18713年、19536年、20029年。

預測有幾個機會會發生幾乎相同的事件：水星凌日、金星凌日、或地球凌日；接續本身之後，將發生另一個事件，之間只有幾個小時的時間間隔。
在3867年11月28日將發生地球和月球凌日，並且在2天之後將發生水星凌日。
在18551年1月16日將發生水星凌日，而且間隔14小後將發生金星凌日。

## 外部連結
- Transits of Mercury on Mars - Fifteen millennium catalog: 5 000 BC - 10 000 AD （页面存档备份，存于）
- JPL Horizons （页面存档备份，存于）